# Franja española

La bandera de España, con la franja central más grande que las exteriores.

En heráldica y vexilología, franja española (o faja española) es un término usado ocasionalmente para describir la franja central de una bandera horizontal tricolor o tribanda, en la que el ancho de dicha franja central es el doble de la superior e inferior.
El nombre se basa en el ejemplo más conocido de este estilo de bandera, la bandera de España, y por analogía con el equivalente para banderas de franjas verticales, la bandera de Canadá.

## Definición más flexible
Como en el caso canadiense, también existe una definición más flexible de la llamada franja española, en la que la franja central es considerablemente más grande, pero no necesariamente el doble, del ancho de las dos franjas exteriores.[cita requerida]

## Galería de banderas

### Proporciones 1:2:1

Bandera de Camboya
Bandera de Laos
Bandera del Líbano
Bandera de Libia
Bandera de la Polinesia Francesa
Bandera de Asunción, Paraguay
Bandera de Kalmykia, Rusia (1992-1993)
Bandera del Krai de Krasnodar, Rusia
Bandera de Mari El, Rusia (1992–2006)
Bandera de Mordovia, Rusia
Bandera de la región de Riazán, Rusia
Bandera de Eisenach, Alemania
Bandera y estandarte imperial de Vietnam durante la dinastía Nguyễn tardía (1941-1945)

### Otras proporciones

Bandera de Belice
Bandera de Crimea
Bandera de Lesoto
Propuesta de bandera de Chipre
Bandera de Nueva Orleans
Bandera de Maharashtra Navnirman Sena
Bandera de Mauritania
Bandera de Prusia
Bandera de Tayikistán
Bandera de Ingushetia, Rusia
Bandera de Mari El, Rusia (2006-2011)
Bandera de Guadalajara, México (2021)